# Wilhelm Johannsen
Wilhelm Ludwig Johannsen, danski botanik in genetik, * 3. februar 1857, København, † 11. november 1927, København.
Johannsen je svoje življenje posvetil raziskavam v genetiki, ukvarjal pa se je tudi s statističnimi in matematičnimi analizami pridobljenih podatkov. Bil je prvi, ki je uporabil pojem gen.